# Чуџоу
Чуџоу (滁州) град је Кини у покрајини Анхуеј. Према процени из 2009. у граду је живело 337.968 становника.

## Становништво
Према процени, у граду је 2009. живело 337.968 становника.
| 1990.   | 2000.   | 2009    |
| ------- | ------- | ------- |
| 124.069 | 218.454 | 337.968 |